# Mantova 1911 2023-2024
Questa voce raccoglie le informazioni riguardanti il Mantova 1911 nelle competizioni ufficiali della stagione 2023-2024.

## Stagione
A seguito della retrocessione ai playout nella stagione precedente, il presidente Filippo Piccoli opta per un radicale rinnovamento della società: in sostituzione di Alessandro Battisti arriva Christian Botturi dalla Pro Sesto nel ruolo di direttore tecnico, mentre per la panchina viene scelto Davide Possanzini, reduce da un'esperienza alla primavera del Brescia. Nel mese di giugno, il Pordenone rinuncia alla Serie C, aprendo la strada della riammissione alla società virgiliana in quanto migliore retrocessa; la riammissione viene ufficializzata il 24 luglio. La situazione dei friulani aveva però permesso alla società di operare sul mercato fin dall'inizio con la ragionevole certezza di disputare ancora la terza serie. Il dt Botturi, dopo aver confermato i soli Monachello, Mensah e Panizzi, conduce un mercato di alto profilo, acquistando, tra gli altri, il portiere Marco Festa (alla seconda esperienza in biancorosso) e l'esperto centrocampista Salvatore Burrai proprio dal Pordenone e l'attaccante Francesco Galuppini dal Südtirol. Piccoli, nel frattempo, acquisisce le quote societarie di Maurizio Setti, diventando anche proprietario del Mantova e chiudendo il capitolo della multiproprietà con l'Hellas Verona. La nuova politica del presidente viene apprezzata dalla piazza: per la prima volta dalla retrocessione dalla Serie B del 2010, vengono superati i 3000 abbonamenti. A stagione iniziata, per soddisfare l'elevata domanda di abbonamenti, la società riesce ad aumentare la capienza della curva Te di 1080 posti, destinandone 580 a nuovi abbonati; i tagliandi stagionali aggiuntivi vengono esauriti in un giorno; portando il totale alla cifra di 4013 abbonamenti, record storico dalla retrocessione dalla serie B. L'inizio di stagione dei biancorossi è estremamente positivo: all'1-1 in casa contro il Padova, davanti a oltre cinquemila spettatori, fanno seguito i successi per 2-0 sul campo dell'Arzignano e in casa con la Pro Sesto. Altre due vittorie con due reti di scarto permettono al Mantova di raggiungere addirittura il primato in classifica alla quinta giornata. Dopo la pesante sconfitta con la Triestina, arrivano una vittoria con l'Alessandria e un pareggio in casa della Pro Patria, che mantengono i biancorossi a ridosso del vertice della classifica. Il rocambolesco successo casalingo contro il Novara dà inizio a una nuova striscia di cinque successi consecutivi. I biancorossi vincono lo scontro diretto casalingo contro la Pro Vercelli, conquistando il primato solitario alla decima giornata e consolidandolo grazie a un'altra vittoria contro una diretta concorrente, la Virtus Verona, e al successo per 4-1 sulla Pergolettese. La striscia di vittorie continua con l'imposizione per 3-2 contro il Fiorenzuola, che permette al Mantova di allungare su una delle inseguitrici, la Triestina, mantenendo i tre punti di vantaggio sul solo Padova. La serie di successi termina contro il Trento, che infligge ai virgiliani la prima sconfitta interna della stagione e permette al Padova di agganciare i biancorossi in testa alla classifica. Dopo la sconfitta contro i trentini, il Mantova dà il via a una nuova serie di vittorie consecutive che, complici i passi falsi degli avversari, proiettano i virgiliani in fuga: i netti 2-0 e 4-1 conseguiti contro Atalanta U-23 e Renate permettono ai virgiliani di allungare per +4 sul Padova alla sedicesima giornata; seguono la vittoria per 2-0 in trasferta sul Vicenza (al Menti il Mantova non trovava la vittoria dal 2005), il successo casalingo (1-0) sul Lumezzane, che consegna al Mantova il titolo di campione d'inverno, e la vittoria 2-1 sul Legnago. La squadra chiude il girone d'andata a 47 punti (frutto di 15 vittorie, 2 pareggi e 2 sconfitte), due in più di quelli ottenuti nel corso dell'intera stagione 2022-2023. Durante la sosta invernale, la squadra va in ritiro a Veronello (già sede del ritiro estivo) per preparare lo scontro diretto contro il Padova secondo e imbattuto in campionato. La prima partita del 2024 si conclude con una vittoria per 5-0 all'Euganeo: per i biancorossi è il sesto successo consecutivo, che permette ai virgiliani di allungare per la prima volta a +7 proprio sul Padova. Al successo in casa della rivale più vicina fa però seguito il pareggio casalingo con l'Arzignano: tuttavia, il contemporaneo pareggio del Padova mantiene invariate le distanze in vetta, complice anche la sconfitta della Triestina terza. Al turno successivo il Mantova vince in trasferta contro la Pro Sesto per 2-0, mantenendo il comodo +7 sul Padova. Segue un altro 2-0 sulla Giana Erminio prima della sconfitta sul campo dell'AlbinoLeffe, che interrompe, dopo 8 vittorie e 1 pareggio, la serie positiva dei biancorossi. Il distacco resta però di 6 punti sui veneti, fermati sul pari dalla Virtus Verona. I virgiliani si rialzano subito, con la vittoria (2-1) nello scontro diretto contro la Triestina (che all'andata aveva dominato per 4-1) e, grazie a un altro pareggio rimediato dai padovani, il distacco dal secondo posto aumenta a 8 punti. I rapporti di forza sono confermati nelle successive due giornate, a cui fanno seguito due pareggi, maturati in Piemonte contro Novara e Pro Vercelli, che permettono al Padova di ridurre il distacco ad appena 4 punti. Il vantaggio resta di 4 punti per pochi giorni, dato che il successo per 4-0 sulla Virtus Verona e il contemporaneo pareggio dei biancoscudati contro il Vicenza permettono al Mantova di tornare immediatamente a +6; la successiva vittoria in casa della Pergolettese e la contemporanea sconfitta dei veneti consentono ai biancorossi di allungare per la prima volta il vantaggio a 9 punti. Il successo dei virgiliani contro il Fiorenzuola e il pareggio del Padova consentono al Mantova di allungare il vantaggio a 11 punti, il pareggio in casa del Trento e la sconfitta del Padova proietta i virgiliani a 12 punti di vantaggio sui padovani. Il successivo pareggio del Mantova consente al Padova di ridurre a 10 punti il distacco dai virgiliani. A seguito del pareggio del Padova sul campo del Lumezzane, il Mantova, il 7 aprile 2024, dopo 14 anni, ritorna in Serie B. Dopo aver vinto il girone A, il Mantova colleziona tre sconfitte (2-0 in trasferta contro il Renate, 1-2 in casa contro il Vicenza e 4-3 in trasferta contro il Lumezzane) e un pareggio (1-1 in casa contro il Legnago), concludendo così il campionato con 80 punti. Poco dopo la fine del campionato, a maggio, il Mantova disputa la sua prima edizione della storia della Supercoppa Serie C, perdendo in casa 1-2 contro il Cesena il 5 maggio, ma vincendo 4-1 in trasferta contro la Juve Stabia, concludendo il "Girone a 3" al secondo posto con 3 punti.

## Divise e sponsor
Lo sponsor tecnico è Givova. Sulle maglie sono presenti ben cinque sponsor: Pediatrica Specialist, Tea Energia e Grimaldi Group sulla parte frontale della maglia, Johix sulla manica sinistra e Tuscopharm sul retro. La prima maglia è come da tradizione bianca con una banda diagonale rossa. La seconda divisa è interamente rossa con dettagli bianchi. La terza divisa è celeste con i pantaloncini bianchi, in omaggio ai colori originari della società, e presenta nella parte bassa il profilo della città di Mantova in bianco.
| Casa | Trasferta | Terza divisa |

## Organigramma societario
Area direttiva
- Presidente: Filippo Piccoli
- Responsabile amministrativo: Lorenzo Pegorin
- Ufficio amministrazione: Daniele Bertoncello

Area organizzativa
- Direttore operativo e segretario generale: Alessandro Raffa
- Delegato rapporti tifoseria e Disability Access Officer: Matteo Siliprandi
- Delegato alla Gestione dell’Evento: Andrea Poncato
- Vice Delegato alla Gestione dell’Evento: Laura Campeotto

Area comunicazione e marketing
- Responsabile comunicazione e addetto stampa: Gianluca De Rosa
- Responsabile marketing: Giulia Rizzi

Area tecnica
- Direttore tecnico: Christian Botturi
- Responsabile scouting: Vincenzo Talluto
- Team manager: Nicola Marchesi
- Accompagnatore: Marco Marocchi
- Allenatore: Davide Possanzini
- Allenatore in seconda: Andrea Massolini
- Preparatore dei portieri: Michele Arcari
- Preparatori atletici: Corrado Merighi, Nicola Pasin
- Match analyst: Nicolò Brenna

Area sanitaria
- Responsabile staff sanitario: Enrico Ballardini
- Medico sociale: Giuseppe Romeo
- Fisioterapisti: Antonio Bottardi, Simone Broglia, Lorenzo Raffaldini

Staff
- Magazzinieri: Amos Mazzieri, Davide Tarabori

## Rosa
| N. |                   | Ruolo | Calciatore                  |
| -- | ----------------- | ----- | --------------------------- |
| 1  | Italia (bandiera) | P     | Marco Festa                 |
| 4  | Italia (bandiera) | D     | Christian Celesia           |
| 5  | Italia (bandiera) | D     | Alex Redolfi                |
| 6  | Italia (bandiera) | C     | Cristiano Bani              |
| 7  | Italia (bandiera) | A     | Davis Mensah                |
| 8  | Italia (bandiera) | C     | Salvatore Burrai (capitano) |
| 9  | Italia (bandiera) | A     | Alessandro Debenedetti      |
| 10 | Italia (bandiera) | A     | David Wieser                |
| 11 | Italia (bandiera) | A     | Antonio Fiori               |
| 12 | Italia (bandiera) | P     | Luca Sonzogni               |
| 13 | Italia (bandiera) | D     | Fabrizio Brignani           |
| 14 | Italia (bandiera) | A     | Francesco Galuppini         |
| 16 | Italia (bandiera) | D     | Tommaso Cavalli             |
| 17 | Italia (bandiera) | D     | Nicolò Radaelli             |
| 18 | Italia (bandiera) | D     | Emanuele Suagher            |

| N. |                   | Ruolo | Calciatore            |
| -- | ----------------- | ----- | --------------------- |
| 19 | Italia (bandiera) | C     | Francesco Bombagi     |
| 20 | Italia (bandiera) | C     | Giacomo Fedel         |
| 21 | Italia (bandiera) | C     | Simone Trimboli       |
| 22 | Italia (bandiera) | P     | Alessio Napoli        |
| 23 | Italia (bandiera) | D     | Erik Panizzi          |
| 24 | Italia (bandiera) | C     | Gabriel Argint        |
| 25 | Italia (bandiera) | A     | Alessandro Castellani |
| 27 | Italia (bandiera) | D     | Tommaso Maggioni      |
| 28 | Italia (bandiera) | C     | Mattia Muroni         |
| 30 | Italia (bandiera) | A     | Davide Bragantini     |
| 33 | Italia (bandiera) | P     | Andrea Calciolari     |
| 45 | Italia (bandiera) | A     | Gaetano Monachello    |
| 87 | Italia (bandiera) | D     | Sebastien De Maio     |
| 90 | Italia (bandiera) | A     | Stefano Giacomelli    |

## Calciomercato

### Sessione estiva
| Arrivi | Arrivi                 | Arrivi        | Arrivi     |
| R.     | Nome                   | da            | Modalità   |
| ------ | ---------------------- | ------------- | ---------- |
| P      | Marco Festa            |               | svincolato |
| P      | Luca Sonzogni          | Brescia       | definitivo |
| D      | Fabrizio Brignani      |               | svincolato |
| D      | Tommaso Cavalli        | Atalanta      | prestito   |
| D      | Christian Celesia      |               | svincolato |
| D      | Tommaso Maggioni       | Modena        | definitivo |
| D      | Nicolò Radaelli        |               | svincolato |
| D      | Alex Redolfi           |               | svincolato |
| D      | Emanuele Suagher       |               | svincolato |
| C      | Cristiano Bani         |               | svincolato |
| C      | Salvatore Burrai       |               | svincolato |
| C      | Giacomo Fedel          |               | svincolato |
| C      | Mattia Muroni          |               | svincolato |
| C      | Simone Trimboli        | Sampdoria     | definitivo |
| C      | David Wieser           | Inter         | definitivo |
| A      | Davide Bragantini      | Hellas Verona | prestito   |
| A      | Alessandro Debenedetti | Genoa         | prestito   |
| A      | Antonio Fiori          |               | svincolato |
| A      | Francesco Galuppini    | Südtirol      | definitivo |
| A      | Stefano Giacomelli     |               | svincolato |

| Cessioni | Cessioni               | Cessioni         | Cessioni      |
| R.       | Nome                   | a                | Modalità      |
| -------- | ---------------------- | ---------------- | ------------- |
| P        | Mattia Chiesa          | Hellas Verona    | fine prestito |
| P        | Nicolò Chiorra         | Empoli           | fine prestito |
| P        | Matteo Malaguti        |                  | svincolato    |
| P        | Riccardo Tosi          |                  | svincolato    |
| D        | Darrel Agbugui         |                  | svincolato    |
| D        | Andrea Ceresoli        | Atalanta         | fine prestito |
| D        | Nicolò Fazzi           |                  | svincolato    |
| D        | Daniele Ghilardi       | Hellas Verona    | fine prestito |
| D        | Luca Iotti             |                  | svincolato    |
| D        | Emanuele Matteucci     |                  | svincolato    |
| D        | Marcus Gabriel Pacurar | FeralpiSalò      | definitivo    |
| D        | Emanuele Padella       |                  | svincolato    |
| D        | Matteo Pinton          |                  | svincolato    |
| C        | Bruno Conti            | Hellas Verona    | fine prestito |
| C        | Alberto De Francesco   |                  | svincolato    |
| C        | Yassin Ejjaki          | Reggina          | fine prestito |
| C        | Matteo Gerbaudo        |                  | svincolato    |
| C        | Pietro Messori         |                  | svincolato    |
| C        | Alex Pedone            | Sangiuliano City | fine prestito |
| C        | Christian Pierobon     | Hellas Verona    | fine prestito |
| C        | Vincenzo Silvestro     |                  | svincolato    |
| A        | Riccardo Bocalon       |                  | svincolato    |
| A        | Ludovico D'Orazio      | SPAL             | fine prestito |
| A        | Manuel Fontana         |                  | svincolato    |
| A        | Filippo Guccione       |                  | svincolato    |
| A        | Luca Paudice           |                  | svincolato    |
| A        | Andrea Procaccio       |                  | svincolato    |
| A        | Alejandro Rodriguez    |                  | svincolato    |
| A        | Philip Yeboah          | Hellas Verona    | fine prestito |

### Sessione invernale
| Arrivi | Arrivi            | Arrivi       | Arrivi     |
| R.     | Nome              | da           | Modalità   |
| ------ | ----------------- | ------------ | ---------- |
| C      | Francesco Bombagi | Catanzaro    | definitivo |
| D      | Sebastien De Maio | L.R. Vicenza | definitivo |

| Cessioni | Cessioni              | Cessioni    | Cessioni |
| R.       | Nome                  | a           | Modalità |
| -------- | --------------------- | ----------- | -------- |
| C        | Alessandro Castellani | Villafranca | prestito |

## Risultati

### Serie C

#### Girone di andata
| Arbitro: | Grasso (Ariano Irpino) |

|               |           |                 |
| Galuppini 11’ | Marcatori | 72’ Delli Carri |

| Arbitro: | Colaninno (Nola) |

|  |           |                            |
|  | Marcatori | 16’ Galuppini 60’ Maggioni |

| Arbitro: | Nigro (Prato) |

|                        |           |  |
| Maggioni 51’ Fiori 74’ | Marcatori |  |

| Arbitro: | Cerbasi (Arezzo) |

|  |           |                         |
|  | Marcatori | 84’ Radaelli 89’ Mensah |

| Arbitro: | Silvestri (Roma) |

|                                 |           |            |
| Brignani 12’, 87’ Galuppini 66’ | Marcatori | 14’ Zanini |

| Arbitro: | Emmanuele (Pisa) |

|                                          |           |            |
| Lescano 19’ (rig.), 21’, 46’ Finotto 50’ | Marcatori | 53’ Burrai |

| Arbitro: | Zago (Conegliano) |

|                              |           |  |
| Nichetti 3’ (aut.) Fiori 56’ | Marcatori |  |

| Busto Arsizio 14 ottobre 2023, ore 14:00 CEST 8ª giornata | Pro Patria        | 0 – 0 referto | Mantova | Stadio Carlo Speroni (965 spett.)\| Arbitro: \| Gemelli (Messina) \| |
| Arbitro:                                                  | Gemelli (Messina) |               |         |                                                                      |

| Arbitro: | Iacobellis (Pisa) |

|                                    |           |                |
| Boccia 80’ (aut.) Giacomelli 90+1’ | Marcatori | 63’ Bertoncini |

| Arbitro: | Ramondino (Palermo) |

|            |           |  |
| Muroni 57’ | Marcatori |  |

| Arbitro: | Vogliacco (Bari) |

|  |           |                          |
|  | Marcatori | 57’ Brignani 71’ Suagher |

| Arbitro: | Canci (Carrara) |

|                                                          |           |                   |
| Galuppini 10’ (rig.) Burrai 26’ Bragantini 69’ Fedel 84’ | Marcatori | 15’ (aut.) Burrai |

| Arbitro: | Andreano (Prato) |

|                       |           |                                           |
| Potop 44’ Alberti 82’ | Marcatori | 25’ Galuppini 30’ Giacomelli 35’ Brignami |

| Arbitro: | Marotta (Sapri) |

|  |           |              |
|  | Marcatori | 66’ Petrovic |

| Arbitro: | Crezzini (Siena) |

|  |           |                             |
|  | Marcatori | 32’ Trimboli 82’ Monachello |

| Arbitro: | Renzi (Pesaro) |

|                                                |           |               |
| Brignani 23’ Trimboli 59’ Mensah 70’ Fiori 88’ | Marcatori | 2’ Sorrentino |

| Arbitro: | Frascaro (Firenze) |

|  |           |                            |
|  | Marcatori | 36’ Radaelli 41’ Galuppini |

| Arbitro: | Vingo (Pisa) |

|                      |           |  |
| Galuppini 58’ (rig.) | Marcatori |  |

| Arbitro: | Mastrodomenico (Matera) |

|           |           |                             |
| Rocco 46’ | Marcatori | 45+3’ Redolfi 54’ Galuppini |

#### Girone di ritorno
| Arbitro: | Arena (Torre del Greco) |

|  |           |                                                                     |
|  | Marcatori | 28’ Redolfi 51’ Fiori 68’ Galuppini 90'+2’ Bragantini 90'+4’ Wieser |

| Arbitro: | Allegretta (Molfetta) |

|               |           |           |
| Galuppini 37’ | Marcatori | 87’ Lakti |

| Arbitro: | Turrini (Firenze) |

|  |           |                            |
|  | Marcatori | 62’ Radaelli 70’ Galuppini |

| Arbitro: | Scarpa (Collegno) |

|                      |           |  |
| Fiori 12’ Mensah 61’ | Marcatori |  |

| Arbitro: | Vergaro (Bari) |

|                    |           |               |
| Zoma 54’ Longo 73’ | Marcatori | 81’ Galuppini |

| Arbitro: | Galipò (Firenze) |

|                        |           |                     |
| Mensah 9’ Brignani 13’ | Marcatori | 86’ (aut.) Brignani |

| Arbitro: | Centi (Terni) |

|  |           |             |
|  | Marcatori | 12’ Bombagi |

| Arbitro: | Rinaldi (Bassano del Grappa) |

|                                       |           |           |
| Bragantini 11’ Fiori 37’ Radaelli 69’ | Marcatori | 81’ Pitou |

| Arbitro: | Perri (Roma) |

|               |           |               |
| Bentivegna 4’ | Marcatori | 55’ Galuppini |

| Arbitro: | Bordin (Bassano del Grappa) |

|               |           |              |
| Mustacchio 2’ | Marcatori | 31’ Brignani |

| Arbitro: | Madonia (Palermo) |

|                                                  |           |  |
| Bragantini 35’ Mensah 78’ Fedel 88’ Burrai 90+1’ | Marcatori |  |

| Arbitro: | Milone (Taurianova) |

|  |           |                                       |
|  | Marcatori | 5’ Fiori 66’, 69’ Muroni 78’ Radaelli |

| Arbitro: | Gauzolino (Torino) |

|                            |           |  |
| Potop 21’ (aut.) Fiori 42’ | Marcatori |  |

| Arbitro: | Turrini (Firenze) |

|             |           |           |
| Italeng 61’ | Marcatori | 17’ Fiori |

| Arbitro: | Scarpa (Collegno) |

|            |           |          |
| Wieser 55’ | Marcatori | 19’ Diao |

| Arbitro: | Pezzopane (L'Aquila) |

|                            |           |  |
| Bocalon 39’ Sorrentino 66’ | Marcatori |  |

| Arbitro: | D'Eusanio (Faenza) |

|            |           |                       |
| Burrai 53’ | Marcatori | 2’ (rig.), 3’ Ronaldo |

| Arbitro: | Gasperotti (Rovereto) |

|                                 |           |                                             |
| Pogliano 37’ Iori 51’, 60’, 64’ | Marcatori | 20’ (aut.) Pogliano 72’ Bragantini 78’ Bani |

| Arbitro: | Tona Mbei (Cuneo) |

|            |           |           |
| Muroni 52’ | Marcatori | 45’ Rocco |

### Coppa Italia Serie C

#### Turni eliminatori
| Arbitro: | Mazzoni (Prato) |

|  |           |              |
|  | Marcatori | 49’ Citterio |

### Supercoppa Serie C
| Arbitro: | Mirabella (Napoli) |

|                 |           |                                     |
| Debenedetti 83’ | Marcatori | 63’ (rig.) Corazza 90+2’ C. Shpendi |

| Arbitro: | Pezzopane (L'Aquila) |

|            |           |                                                               |
| Buglio 57’ | Marcatori | 19’ Wieser 32’ Fiori 45+3’ Bragantini 90+6’ (rig.) Monachello |

## Statistiche

### Statistiche di squadra
| Competizione         | Punti | In casa | In casa | In casa | In casa | In casa | In casa | In trasferta | In trasferta | In trasferta | In trasferta | In trasferta | In trasferta | Totale | Totale | Totale | Totale | Totale | Totale | DR  |
| Competizione         | Punti | G       | V       | N       | P       | Gf      | Gs      | G            | V            | N            | P            | Gf           | Gs           | G      | V      | N      | P      | Gf     | Gs     | DR  |
| -------------------- | ----- | ------- | ------- | ------- | ------- | ------- | ------- | ------------ | ------------ | ------------ | ------------ | ------------ | ------------ | ------ | ------ | ------ | ------ | ------ | ------ | --- |
| Serie C              | 80    | 19      | 13      | 4       | 2       | 37      | 13      | 19           | 11           | 4            | 4            | 35           | 18           | 37     | 24     | 8      | 6      | 72     | 31     | +41 |
| Coppa Italia Serie C | -     | 1       | 0       | 0       | 1       | 0       | 1       | 0            | 0            | 0            | 0            | 0            | 0            | 1      | 0      | 0      | 1      | 0      | 1      | -1  |
| Supercoppa Serie C   | 3     | 1       | 0       | 0       | 1       | 1       | 2       | 1            | 1            | 0            | 0            | 4            | 1            | 2      | 1      | 0      | 1      | 5      | 3      | +2  |
| Totale               | -     | 21      | 13      | 4       | 4       | 38      | 16      | 20           | 12           | 4            | 4            | 39           | 19           | 40     | 25     | 8      | 8      | 77     | 35     | +42 |

### Andamento in campionato
| Giornata  | 1 | 2 | 3 | 4 | 5 | 6 | 7 | 8 | 9 | 10 | 11 | 12 | 13 | 14 | 15 | 16 | 17 | 18 | 19 | 20 | 21 | 22 | 23 | 24 | 25 | 26 | 27 | 28 | 29 | 30 | 31 | 32 | 33 | 34 | 35 | 36 | 37 | 38 |
| --------- | - | - | - | - | - | - | - | - | - | -- | -- | -- | -- | -- | -- | -- | -- | -- | -- | -- | -- | -- | -- | -- | -- | -- | -- | -- | -- | -- | -- | -- | -- | -- | -- | -- | -- | -- |
| Luogo     | C | T | C | T | C | T | C | T | C | C  | T  | C  | T  | C  | T  | C  | T  | C  | T  | T  | C  | T  | C  | T  | C  | T  | C  | T  | T  | C  | T  | C  | T  | C  | T  | C  | T  | C  |
| Risultato | N | V | V | V | V | P | V | N | V | V  | V  | V  | V  | P  | V  | V  | V  | V  | V  | V  | N  | V  | V  | P  | V  | V  | V  | N  | N  | V  | V  | V  | N  | N  | P  | P  | P  | N  |
| Posizione | 8 | 5 | 3 | 1 | 1 | 3 | 2 | 2 | 2 | 1  | 1  | 1  | 1  | 2  | 1  | 1  | 1  | 1  | 1  | 1  | 1  | 1  | 1  | 1  | 1  | 1  | 1  | 1  | 1  | 1  | 1  | 1  | 1  | 1  | 1  | 1  | 1  | 1  |

Legenda:

Luogo: C = Casa; T = Trasferta. Risultato: V = Vittoria; N = Pareggio; P = Sconfitta.